# T91/92次列车
T91/92次列车是中国铁路运行于首都北京至江西南昌之间的特快列车，自2016年5月15日起开行，至2018年3月14日停运，由北京铁路局北京客运段负责客运任务。列车使用25T型客车，沿京九铁路运行，跨越北京、河北、山東、安徽、河南、湖北、江西六省一市，運行1459公里。列车最高时速达140公里，北京站至南昌站运行14小时12分，使用车次为T91次，南昌站至北京站运行16小时01分，使用车次为T92次。

## 历史

### 沈阳北-广州列车
T91/92次的车次最早为沈阳铁路局在沈阳北至广州间开行的特快列车所使用，其自2000年10月21日中国铁路第三次大提速起开始使用T92/93、T94/91次，并曾一度延长至广州东始发及终到。2007年4月18日，当中国铁路实施第六次大提速后，T92/93、T94/91次列车正式停运，沈阳北至广州间旅客列车运营任务由原沈阳北至北京间的T11/12次延长至广州东站始发终到执行，车次改用T12/13、T14/11次，原车次得以留空。

### 北京-三明北列车
2013年9月，昌福铁路正式開通。2014年4月26日起实施的中国铁路运行图调整中，为緩解福建地区往北京方向的买票难问题以及节省旅行时间，北京铁路局正式开行了北京至三明北的图定特快列车，沿京九铁路、昌福铁路运行，全程旅行时间约16小时。。2014年12月10日，T91/92次列车改为Z71/72次列车，原车次得以留空。

### 北京-赣州列车
2016年5月15日开始，北京铁路局开行北京到赣州的T91/92次列车。

### 北京-南昌列车
2017年7月1日起，受铁路调图影响，T91/92次列车改为南昌站始发终到。
2018年3月14日，T91/92次列车停运。

## 列车编组

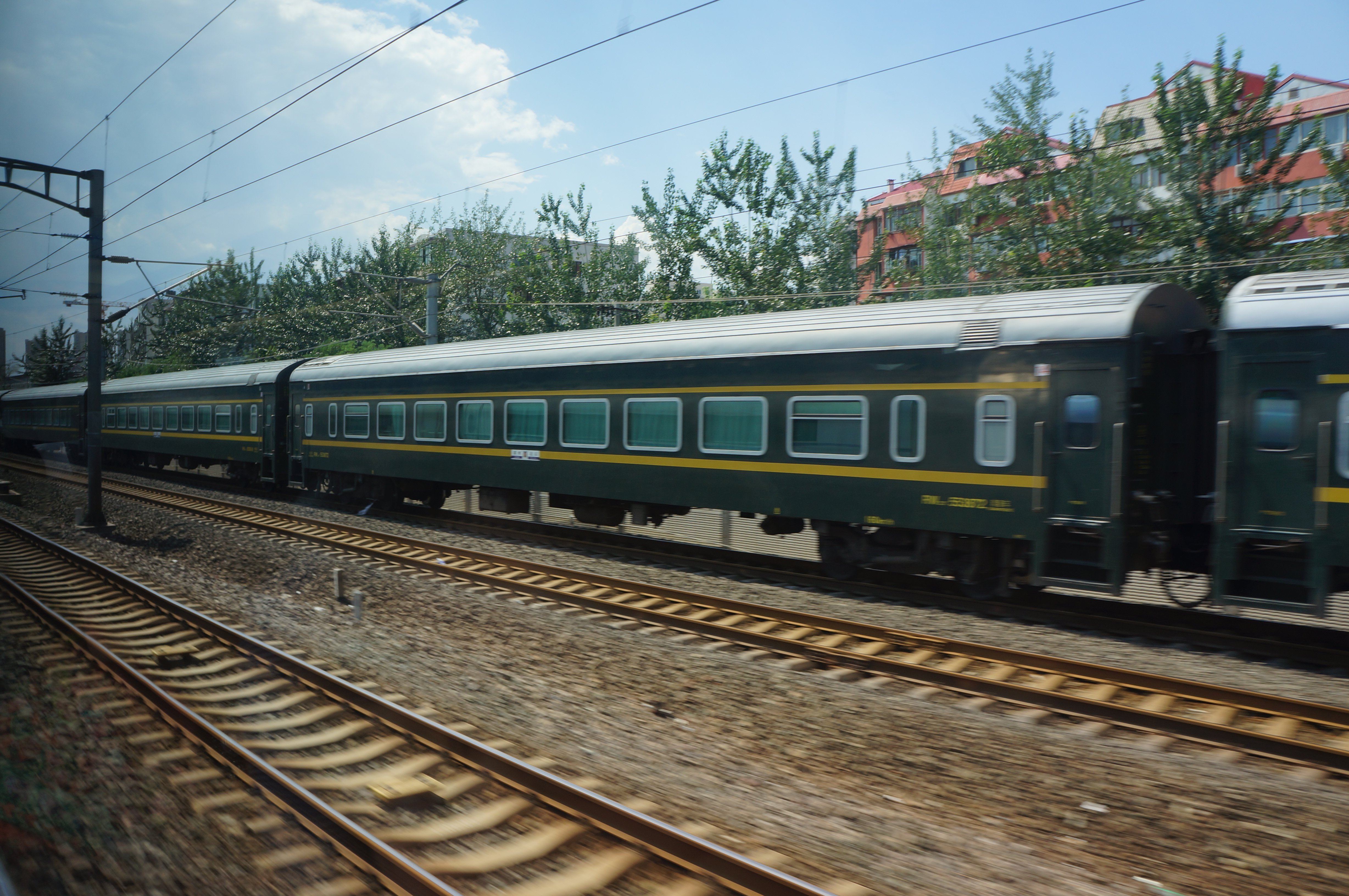
T91/92次的BSP原廠制25T型客车

T91/92次列车现使用配属北京铁路局北京车辆段的BSP原廠制25T型客车，采取18节编组，其中軟卧车11节，軟座车4节，餐车、行李车和空調發電車各1节。
| 车厢编号 | 1                | 2-5          | 6-9          | 10         | 11-17        | 18           |
| 车型     | KD25K 空調發電車 | RZ25T 軟座车 | RW25T 软卧车 | CA25T 餐车 | RW25T 软卧车 | XL25T 行李车 |

## 机车交路

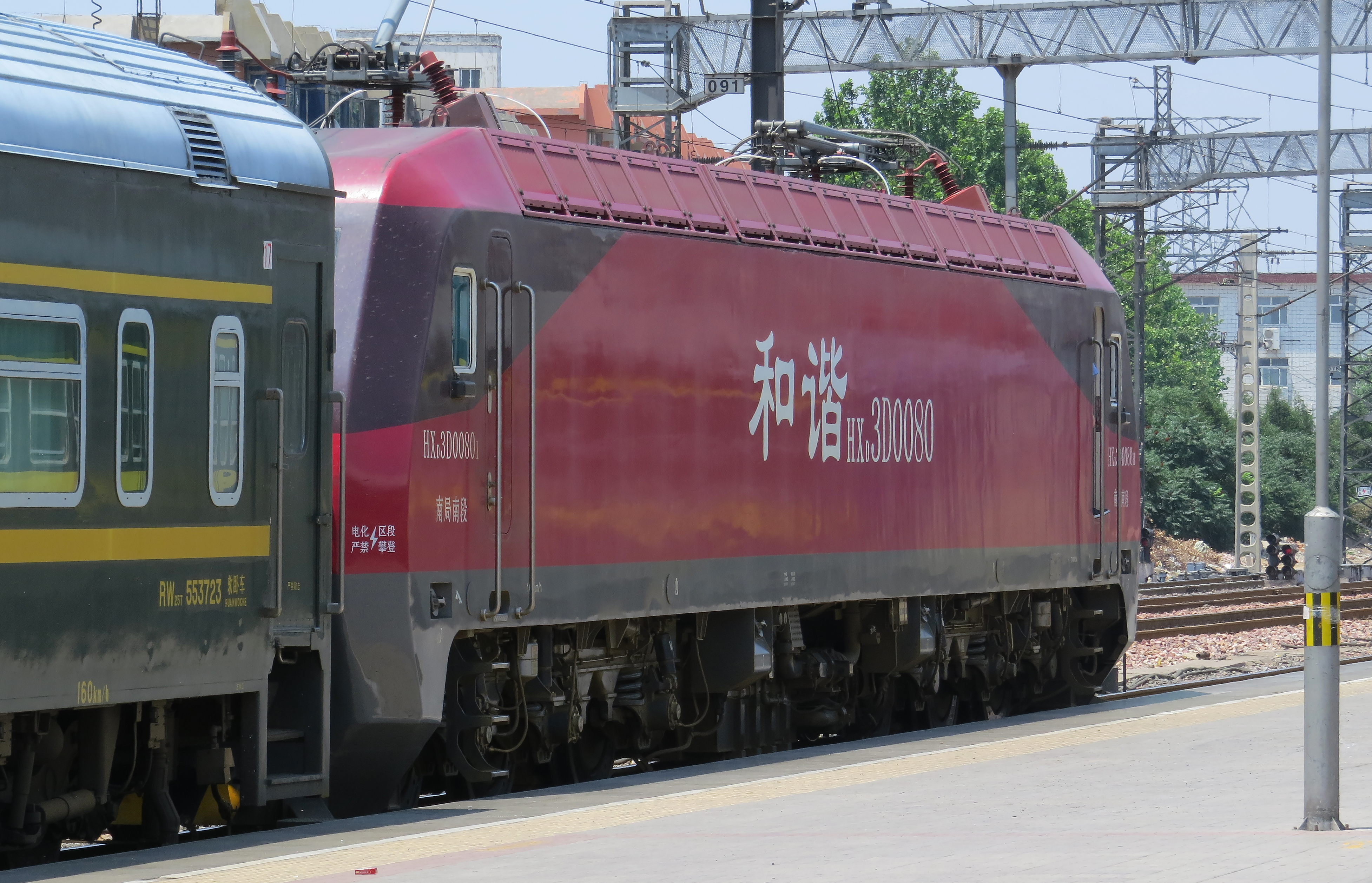
T92次列车在衡水站2站台

| 车站区段               | 北京 ↔ 南昌                                  |
| 本务机车 配属 司机更替 | 和谐3D型电力机车 南局南段 北京司机在阜阳轮乘 |

## 时刻表
- 数据截至2017年7月1日。

| T91次 | T91次 | T91次 | T91次 | 停靠站 | T92次 | T92次 | T92次 | T92次 |
| 里程  | 天数  | 到点  | 开点  | 停靠站 | 到点  | 开点  | 天数  | 里程  |
| ----- | ----- | ----- | ----- | ------ | ----- | ----- | ----- | ----- |
| 0     | 当日  | —     | 22:16 | 北京   | 12:59 | —     | 次日  | 1459  |
| 284   | 次日  | 00:51 | 00:55 | 衡水   | 10:10 | 10:14 | 次日  | 1175  |
| 436   | 次日  | 02:20 | 02:26 | 聊城   | 08:39 | 08:42 | 次日  | 1023  |
| 592   | 次日  | 03:44 | 03:47 | 菏澤   | 07:07 | 07:23 | 次日  | 857   |
| 865   | 次日  | 06:16 | 06:26 | 阜陽   | 04:24 | 04:32 | 次日  | 594   |
| 981   | 次日  | ↓     | ↓     | 潢川   | 02:55 | 03:00 | 次日  | 478   |
| 1002  | 次日  | 07:49 | 07:52 | 光山   | ↑     | ↑     | 次日  | 457   |
| 1101  | 次日  | 08:46 | 08:52 | 麻城   | 00:59 | 01:07 | 次日  | 358   |
| 1168  | 次日  | ↓     | ↓     | 黄州   | 00:20 | 00:24 | 次日  | 291   |
| 1228  | 次日  | ↓     | ↓     | 蕲春   | 23:34 | 23:37 | 當日  | 231   |
| 1324  | 次日  | 10:55 | 11:00 | 九江   | 22:16 | 22:20 | 當日  | 135   |
| 1459  | 次日  | 12:28 | —     | 南昌   | —     | 20:58 | 當日  | 0     |